# AngelList
AngelList是一個面向初创企业、天使投资者和希望在初創企業工作的美国求职網站。它成立於2010年4月22日，最初是為需要种子基金的科技創業公司提供在線介紹版。自2015年以來，該網站允許初創企業免費從天使投資者那裡籌集資金。